# Moneilema armatum
Moneilema armatum là một loài bọ cánh cứng trong họ Cerambycidae.